# سمك القط الحلزوني
سمك القط الحلزوني أو هر حلزوني (الاسم العلمي: Cochlefelis)، جنس من أسماك الجري البحرية الموجودة في السواحل والمياه العذبة من جنوب شرق آسيا إلى أستراليا. يوجد حاليًا أربعة أنواع موصوفة في هذا الجنس.
الاسم العلمي مشتق من الإغريقية، kochlea = شبيه الحلزون + اللاتينية، felis = قط أو هر.

## الأنواع
- Cochlefelis burmanicus (فرنسيس داي, 1870)
- Cochlefelis danielsi (Regan, 1908) (Daniel's catfish)
- Cochlefelis insidiator (Kailola, 2000) (flat catfish)
- Cochlefelis spatula (E. P. Ramsay  [لغات أخرى]‏ & J. D. Ogilby  [لغات أخرى]‏, 1886) (duckbilled catfish)